# Flabellomicrosiphum tridentatae
Flabellomicrosiphum tridentatae är en insektsart som först beskrevs av Wilson 1915.  Flabellomicrosiphum tridentatae ingår i släktet Flabellomicrosiphum och familjen långrörsbladlöss. Inga underarter finns listade i Catalogue of Life.